# Christophe Grondin
Pour les articles homonymes, voir Grondin.
Christophe Grondin né le 2 septembre 1983 à Toulouse, est un footballeur Français, évoluant au poste milieu de terrain et mesure 182 cm.
Ses parents sont originaires de la Réunion et de Madagascar.
Il joue en Jupiler League depuis 2007. Après avoir évolué au Cercle Bruges, il est allé au KAA La Gantoise. En 2008-2009, l'entraîneur de la Gantoise l'a utilisé comme arrière droit, avec un succès acceptable, mais Christophe reste un milieu de terrain de formation.
Le 29 janvier 2007, il a été convoqué par l’équipe national de Madagascar pour un match amical non officiel contre Toulouse.

## Palmarès
- Coupe de Belgique 2010 avec La Gantoise.